# Hans Fredrik Harald Strömfelt
Hans Fredrik Harald Strömfelt, född 3 maj 1779 i Östra Stenby församling, Östergötlands län, död 4 september 1837 i Linköpings församling, Östergötlands län, var en svensk greve, justitieråd och riksdagsman.

## Biografi
Hans Fredrik Harald Strömfelt föddes 1779 på Rotenberg i Östra Stenby församling. Han var äldste son till landshövdingen Fredrik Georg Strömfelt och dennes första hustru, friherrinnan Anna Magdalena Wachtmeister af Björkö. Strömfelt blev 1794 student vid Uppsala universitet och 20 juni 1796 auskultant vid Svea hovrätt. Sedan han varit vice notarie vid hovrätten, fick han 1802 fullmakt som häradshövding, blev samma år kammarjunkare, och året därefter adjungerad ledamot i Göta hovrätt. Han blev 1806 lagman i Värmlands lagsaga. Från 1813 tjänstgjorde han som kammarherre hos drottning Hedvig Elisabet Charlotta. Han blev greve vid faderns död 1814, varpå han skrev sig till fideikommisset Hylinge i Västra Husby socken. År 1817 blev han justitieråd, vilket han kvarblev som till 1830. Strömflet avled 1837 i Linköpings församling.
Strömfelt deltog i riksdagarna 1809, 1810, 1812, 1815 och 1817. Vid riksdagarna 1812 och 1815 var han ordförande för Lagutskottet.

### Familj
Strömfelt gifte sig 2 april 1830 i Stockholm med ryska hovfröken, finska friherrinnan Brita Maria von Troil (1802–1869). Hon var dotter till geheimerådet Knut von Troil och Johanna Margareta Groen. De fick tillsammans barnen godsägaren Harald Strömfelt (1831–1900) och livförsäkringsagenten Carl Uno Verner Strömfelt (1835–1888).

## Utmärkelser
- Riddare av Nordstjärneorden,  20 maj 1818[2]
- Kommendör av Nordstjärneorden,  11 maj 1825[1]

[Redigera Wikidata]